# Мондростки

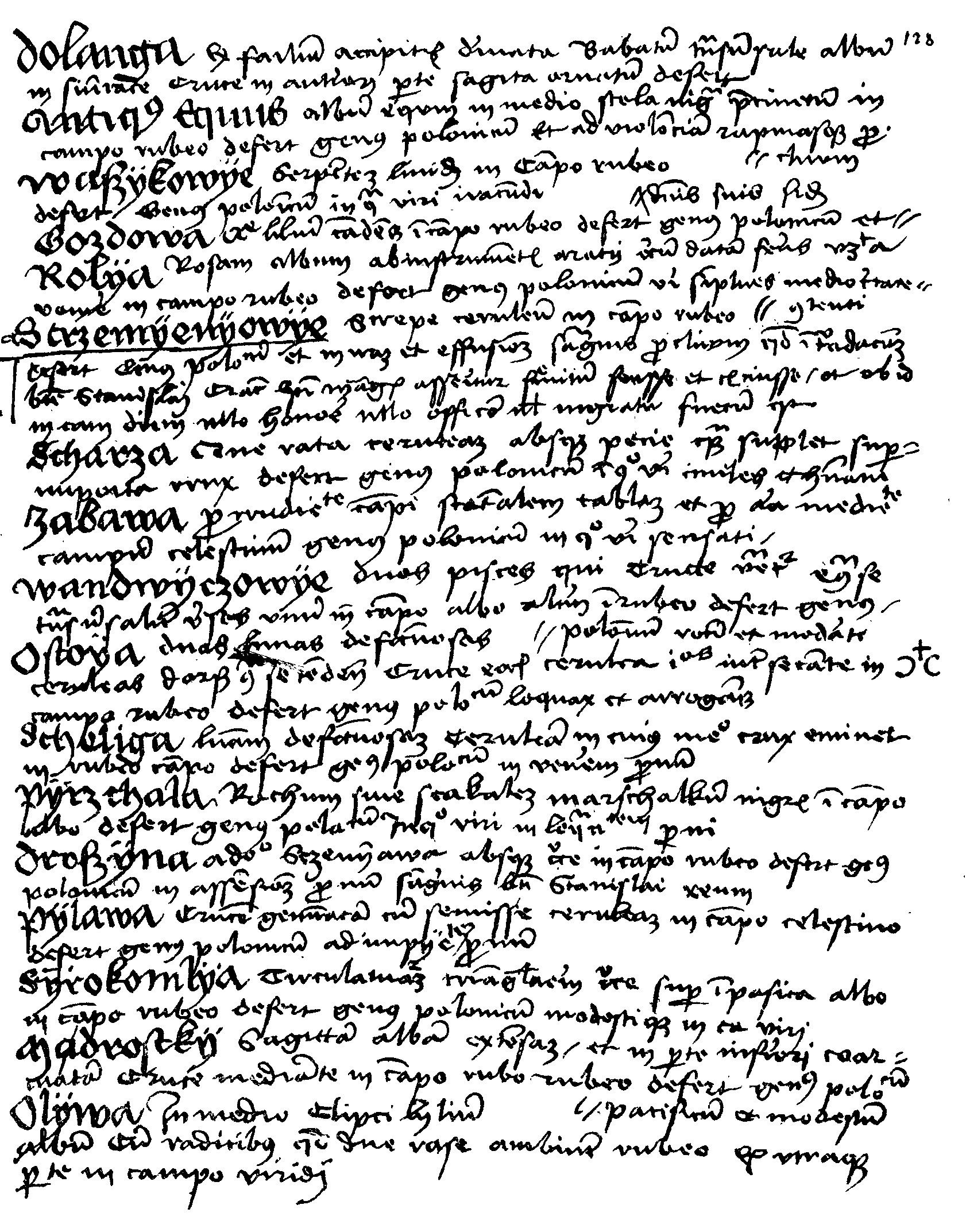
Герб Мондростки в зброярні Яна Длугоша 1464—1480 рр. Insignia seu clenodia Regis et Regni Poloniae.

Мондростки (пол. Mądrostki, Śmiara, Śmiera, Zmiara) — польський шляхетський герб.

## Опис герба
У червоному полі — над срібним казанковим вушком або відкинутим донизу плечем — срібна оперена стріла, перехрещена посередині. Над шоломом у короні три страусових пера.

## Легенда герба
"Лицар герба Новина, охоплений гнівом, убив свого брата стрілою з арбалета. Деякий час Новина приховував свій злочин, але зрештою визнав свою провину. Судді, побачивши його щире каяття, врятували йому життя, але на знак покаяння вони наказали йому зняти з герба меч і помістити стрілу і як символ убивства, і покаяння в гріхах.

## Найдавніші згадки
Перше джерело згадує герб 1302 року. Найдавнішим геральдичним джерелом, у якому згадується герб, є Insignia seu clenodia Regis et Regni Poloniae польського історика Яна Длугоша, датований 1464—1480 роками, який вважав його корінним польським. Інформацію про герб він фіксує серед 71 найдавніших польських шляхетських гербів у фрагменті: «Mądrostky sagittam albam extensam et in parte inferiori coarcuatam, cruce mediante, in campo rubeo defert Genus Polonicum pacificum et modestum».

## Гербовий рід
Бонбельський, Бердовський, Борзнєвський, Борзнєвський, Бидлінський, Чобенцький, Галовський, Голецький, Голецький, Карашкевич, Крушина, Лісовський, Малищицький, Мондростка, Мондрошкевич, Вельканоцький, Вельканоцький, Вільчек.